# Mercedes-Benz Citan (Type 415)
 (mars 2017).
Si vous disposez d'ouvrages ou d'articles de référence ou si vous connaissez des sites web de qualité traitant du thème abordé ici, merci de compléter l'article en donnant les références utiles à sa vérifiabilité et en les liant à la section « Notes et références ».
Le Mercedes-Benz Citan (nom de code interne : Type 415) est un utilitaire léger et ludospace commercialisé par Mercedes-Benz de 2012 à 2021. Fruit du partenariat entre les constructeurs Renault et Daimler (maison mère de Mercedes-Benz), le Citan est techniquement basé sur le Renault Kangoo II et partage d'ailleurs aussi certains éléments de carrosserie avec lui. Il s'en distingue cependant par des réglages spécifiques ainsi qu'un agencement intérieur différent. Il est produit dans l'usine MCA de Maubeuge, filiale du groupe Renault, aux côtés du Kangoo. 
Ce modèle succède indirectement au Mercedes-Benz Vaneo arrêté en 2005.
Daimler annonce une nouvelle génération de Citan présentée le 25 août 2021. Le prochain Citan continue d'être une coopération avec le prochain Renault Kangoo (présenté le 30 mars 2021). Une version avec moteur électrique est également annoncée, de même qu'une variante de voiture appelée Classe T[réf. nécessaire].

## Historique
- 2012 : lancement du W415.

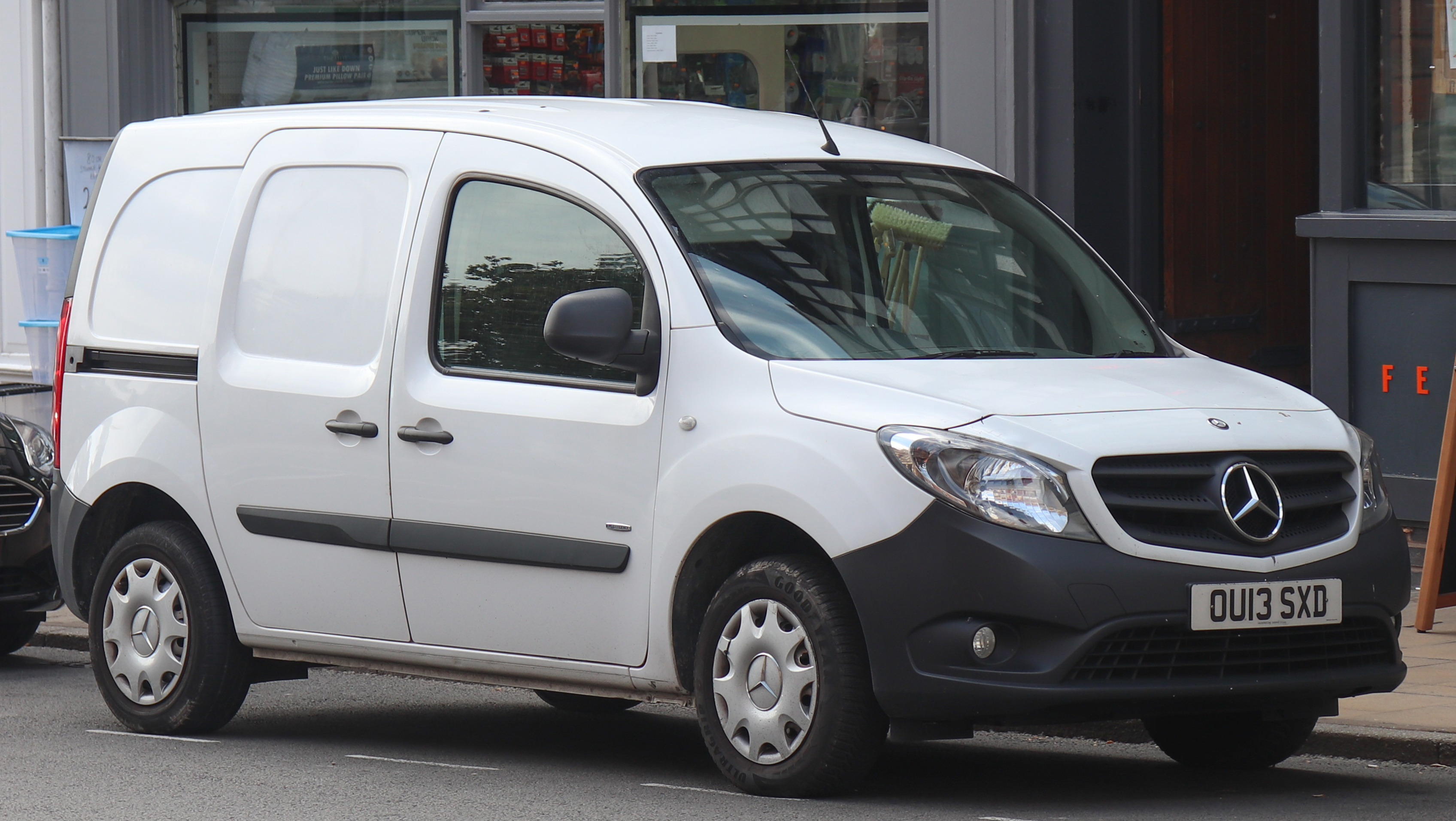
Version 100 CDI courte
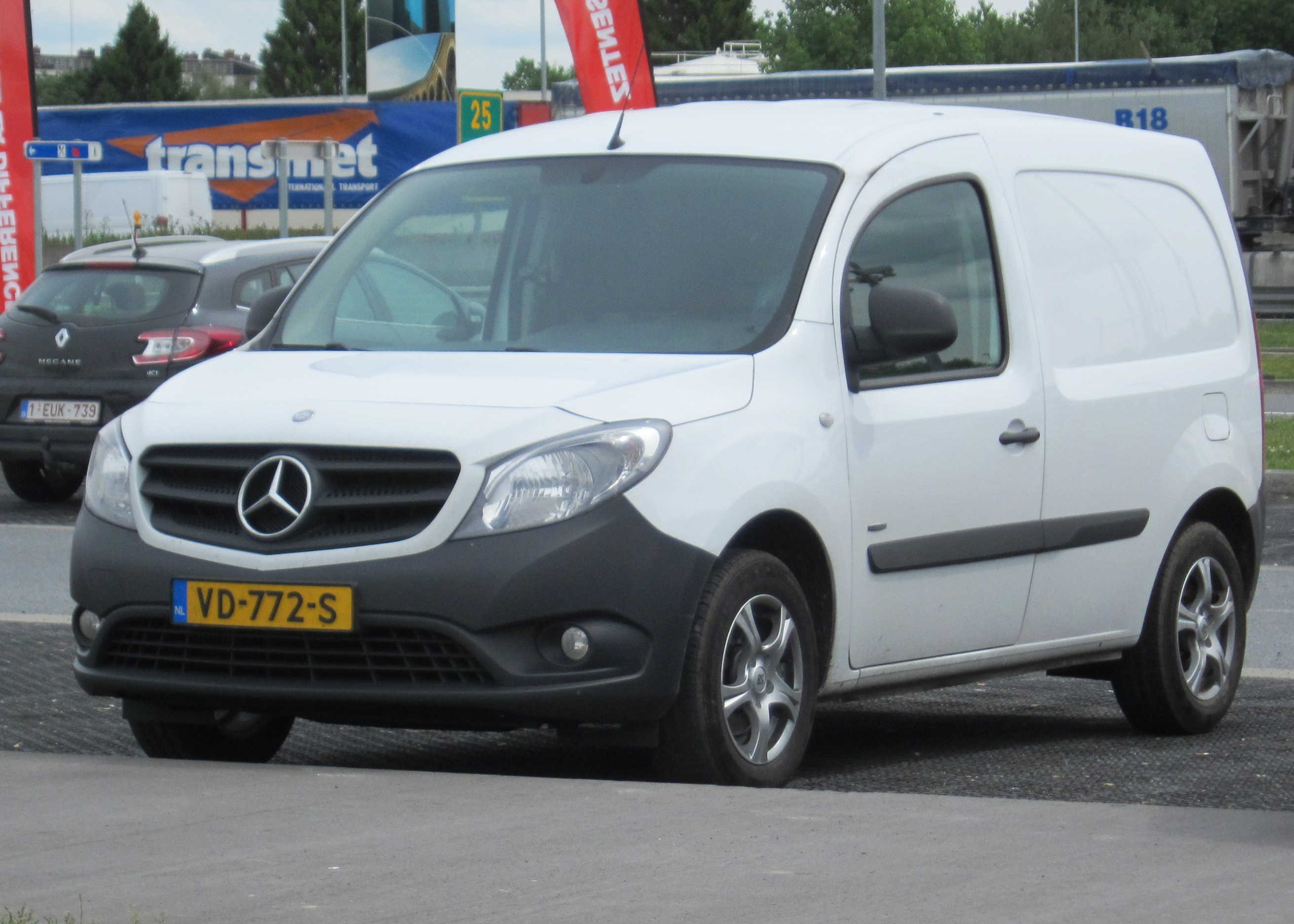
Version 109 CDI très courte
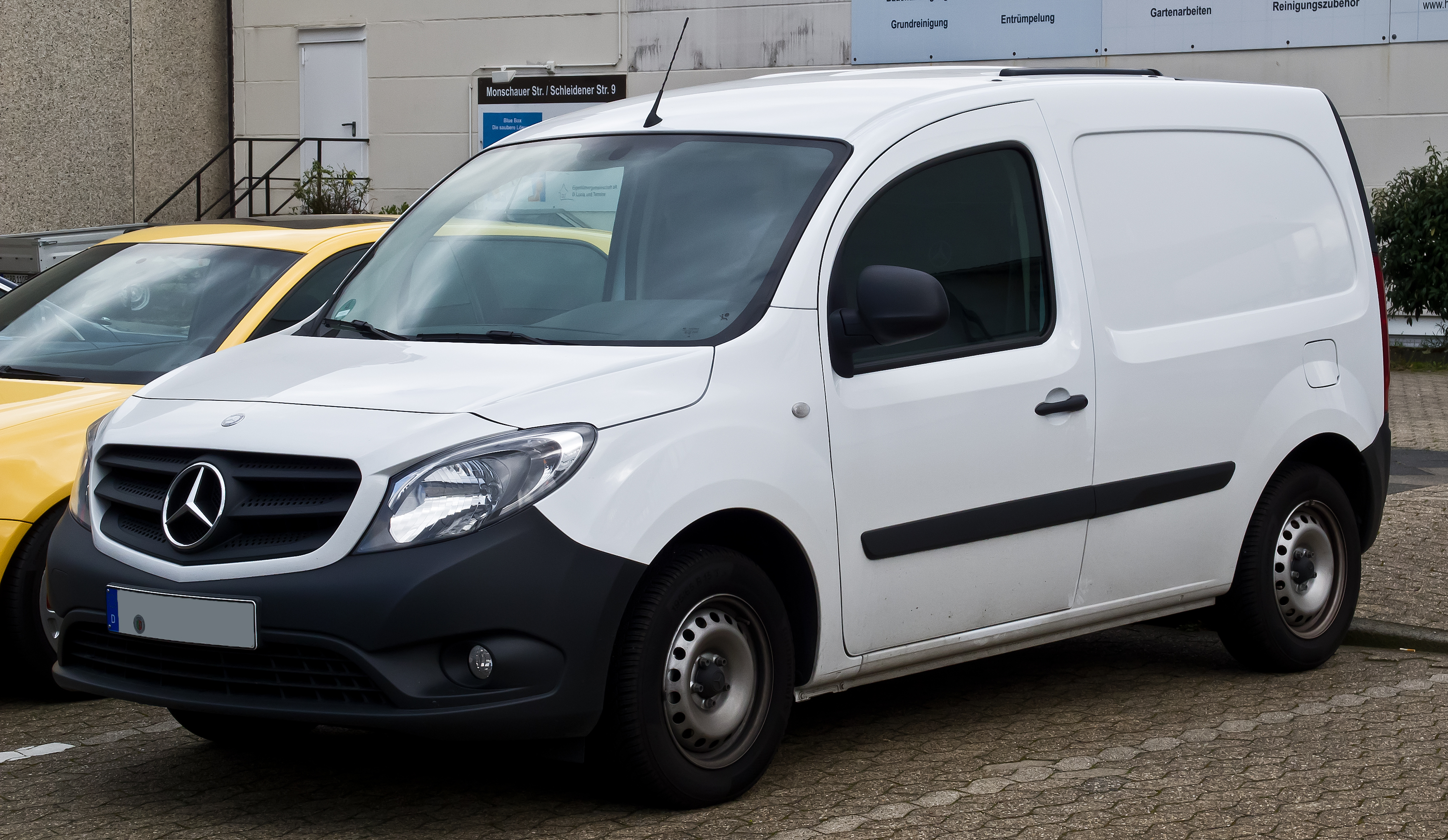
Version 108 CDI long
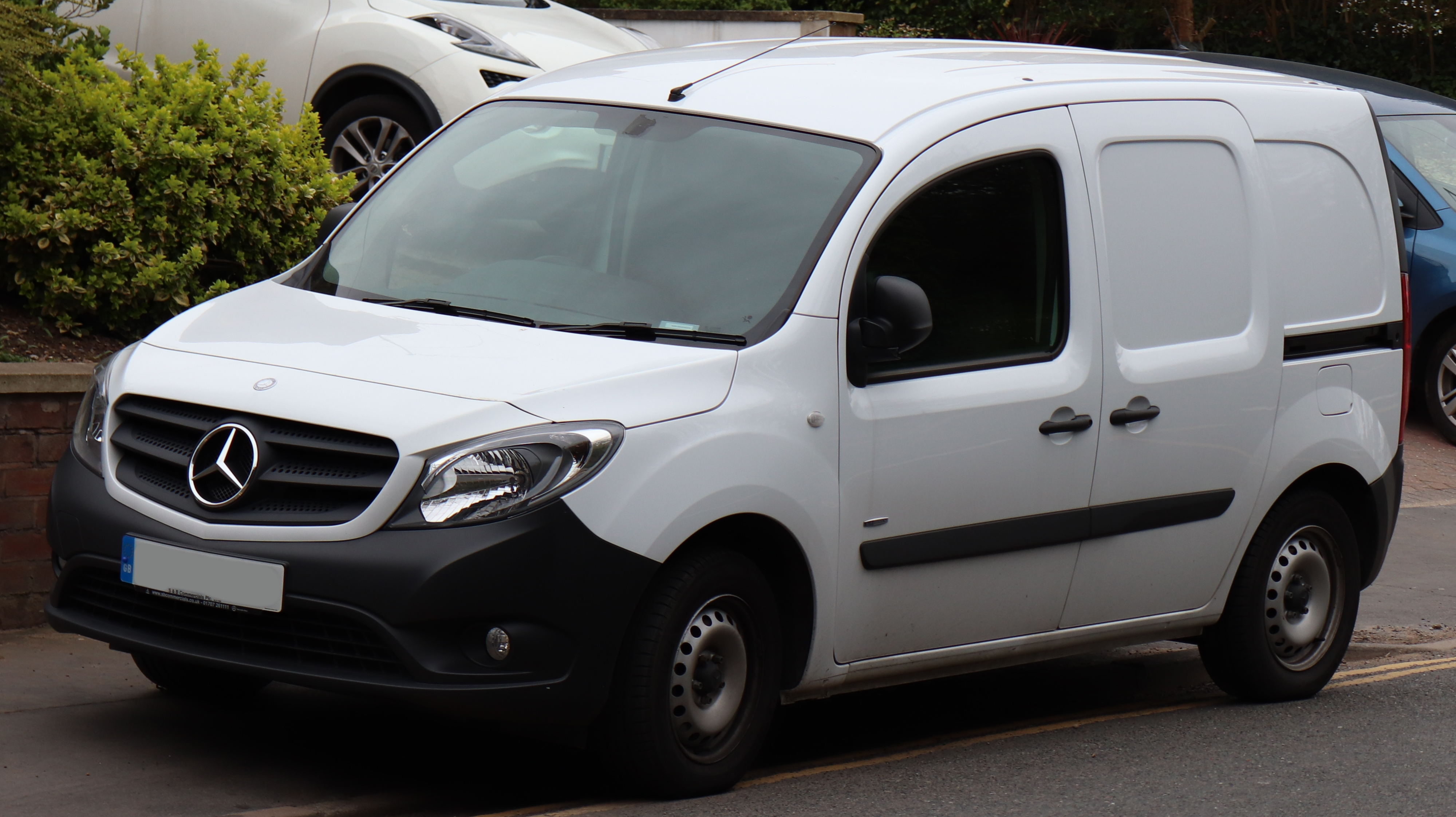
Version 1.5 CDI très long

## Les différentes versions

### Carrosseries

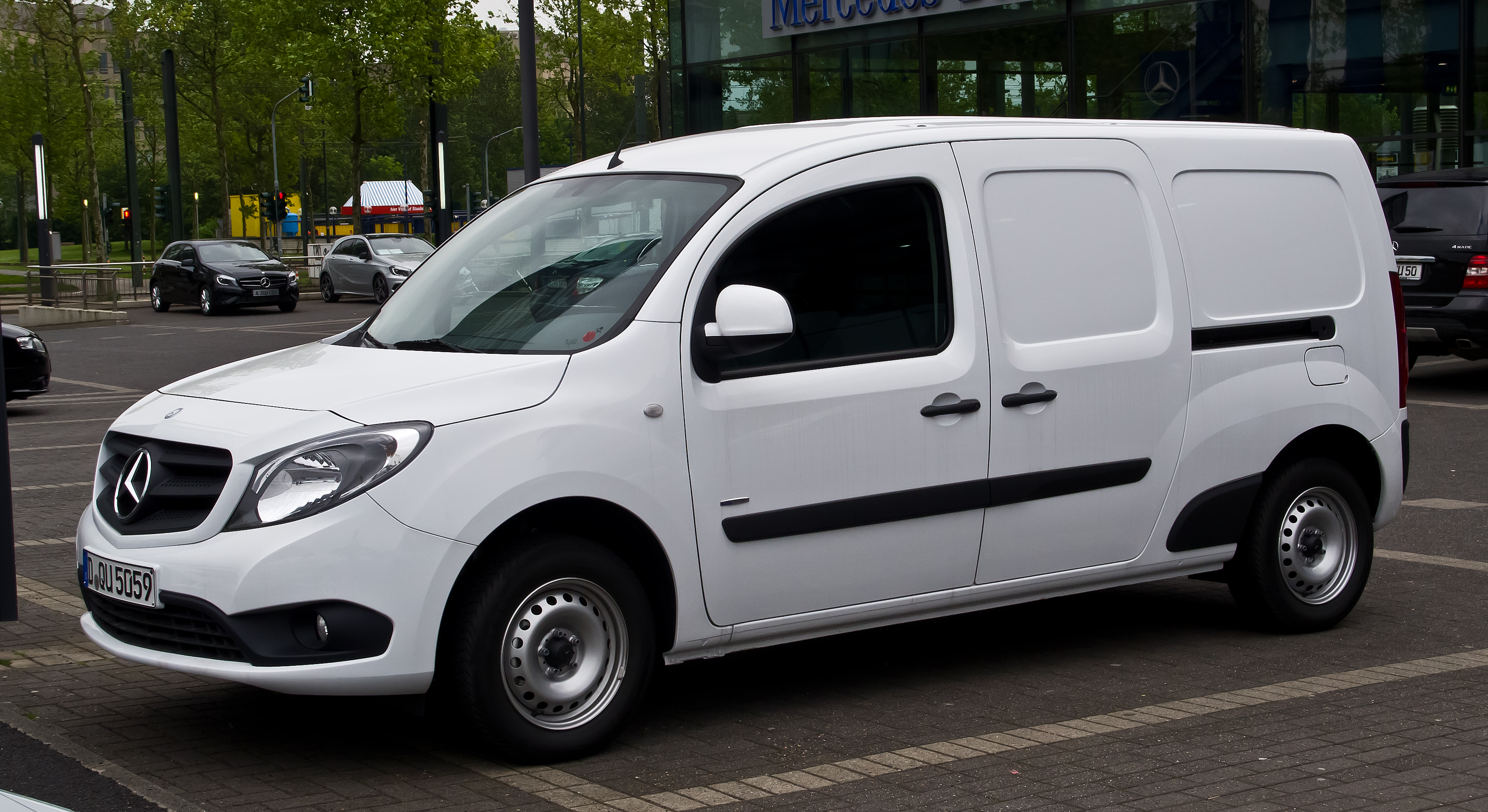
Mercedes-Benz Citan Combi - Extra long 109 CDI BlueEFFICIENCY (W 415).

Comme son homologue français, il existe en version compacte, longue et extra longue. Seules les 2 dernières sont disponibles en version vitrée.
Citan Fourgon
- compact : 3 937 mm ; long : 4 321 mm ; extra long : 4 705 mm

Citan Mixto
- extra long : 4 705 mm

Citan Tourer
- long : 4 321 mm ; extra long : 4 705 mm

### Modèles de base
108 ; 109 ; 111 ; 112
- Voir : Motorisations.

## Caractéristiques

### Motorisations
Le Type 415 a quatre motorisations différentes de quatre cylindres lors de son lancement (un essence et trois diesel). Ils sont aujourd'hui encore tous disponibles.
- Du côté du moteur essence :
  - le M 200 quatre cylindres en ligne à injection directe de 1,2 litre avec turbocompresseur faisant 114 ch. Disponible sur le Citan 112.

- Du côté des moteurs diesel :
  - le OM 607 quatre cylindres en ligne à injection directe Common Rail de 1,5 litre avec turbocompresseur faisant 75 ch. Disponible sur les Citan 108 CDI.
  - le OM 607 quatre cylindres en ligne à injection directe Common Rail de 1,5 litre avec turbocompresseur faisant 90 ch. Disponible sur les Citan 109 CDI.
  - le OM 607 quatre cylindres en ligne à injection directe Common Rail de 1,5 litre avec turbocompresseur faisant 110 ch. Disponible sur les Citan 111 CDI.

Les moteurs sont conformes à la norme anti-pollution Euro 5 et seront modifiés en 2015 pour être conformes à la norme Euro 6.
| Modèle                                              | Construction  | Moteur + Nom                        | Cylindrée         | Performance                  | Couple                     | 0 à 100 km/h | Vitesse maxi | Consommation + CO2                |
| --------------------------------------------------- | ------------- | ----------------------------------- | ----------------- | ---------------------------- | -------------------------- | ------------ | ------------ | --------------------------------- |
| Citan 112 BlueEFFICIENCY (boite manu. 6 ou auto. 6) | 06/2013 - ... | 4 cylindres en ligne M 200 DE 12 AL | 1 197 cm3 (1,2 L) | 84 kW (114 ch) à 4500 tr/min | 190 N m à 2000-4000 tr/min | 11,7 s       | 173 km/h     | 6,2 - 6,4 L/100 km 140 - 144 g/km |

| Modèle                                          | Construction  | Moteur + Nom                              | Cylindrée         | Performance                  | Couple                     | 0 à 100 km/h | Vitesse maxi | Consommation + CO2                |
| ----------------------------------------------- | ------------- | ----------------------------------------- | ----------------- | ---------------------------- | -------------------------- | ------------ | ------------ | --------------------------------- |
| Citan 108 CDI (boite manuelle 5)                | 09/2012 - ... | 4 cylindres en ligne OM 607 DE 15 LA red. | 1 461 cm3 (1,5 L) | 55 kW (75 ch) à 4000 tr/min  | 180 N m à 1750-2500 tr/min | 16,2 s       | 147-150 km/h | 4,6 - 4,8 L/100 km 112 - 123 g/km |
| Citan 108 CDI BlueEFFICIENCY (boite manuelle 5) | 09/2012 - ... | 4 cylindres en ligne OM 607 DE 15 LA red. | 1 461 cm3 (1,5 L) | 55 kW (75 ch) à 4000 tr/min  | 180 N m à 1750-2500 tr/min | 16,2 s       | 147-150 km/h | 4,3 - 4,6 L/100 km 119 - 126 g/km |
| Citan 109 CDI (boite manuelle 5)                | 09/2012 - ... | 4 cylindres en ligne OM 607 DE 15 LA      | 1 461 cm3 (1,5 L) | 66 kW (90 ch) à 4000 tr/min  | 200 N m à 1750-2750 tr/min | 13,2 s       | 155-160 km/h | 4,6 - 5,0 L/100 km 119 - 130 g/km |
| Citan 109 CDI BlueEFFICIENCY (boite manuelle 5) | 09/2012 - ... | 4 cylindres en ligne OM 607 DE 15 LA      | 1 461 cm3 (1,5 L) | 66 kW (90 ch) à 4000 tr/min  | 200 N m à 1750-2750 tr/min | 13,2 s       | 155-160 km/h | 4,3 - 4,7 L/100 km 112 - 123 g/km |
| Citan 111 CDI (boite manuelle 6)                | 06/2013 - ... | 4 cylindres en ligne OM 607 DE 15 LA      | 1 461 cm3 (1,5 L) | 81 kW (110 ch) à 4000 tr/min | 240 N m à 1750-2750 tr/min | 13,2 s       | 155-160 km/h | 4,6 - 4,7 L/100 km 119 - 123 g/km |
| Citan 111 CDI BlueEFFICIENCY (boite manuelle 6) | 06/2013 - ... | 4 cylindres en ligne OM 607 DE 15 LA      | 1 461 cm3 (1,5 L) | 81 kW (110 ch) à 4000 tr/min | 240 N m à 1750-2750 tr/min | 13,2 s       | 155-160 km/h | 4,4 L/100 km 115 g/km             |

### Mécanique
Le 415 est principalement équipé d'une boite manuelle à 5 ou 6 rapports selon les différents modèles. La version essence peut être également équipée d'une boite de vitesses automatique à 6 rapports nommée 6G-DCT.

### Finitions

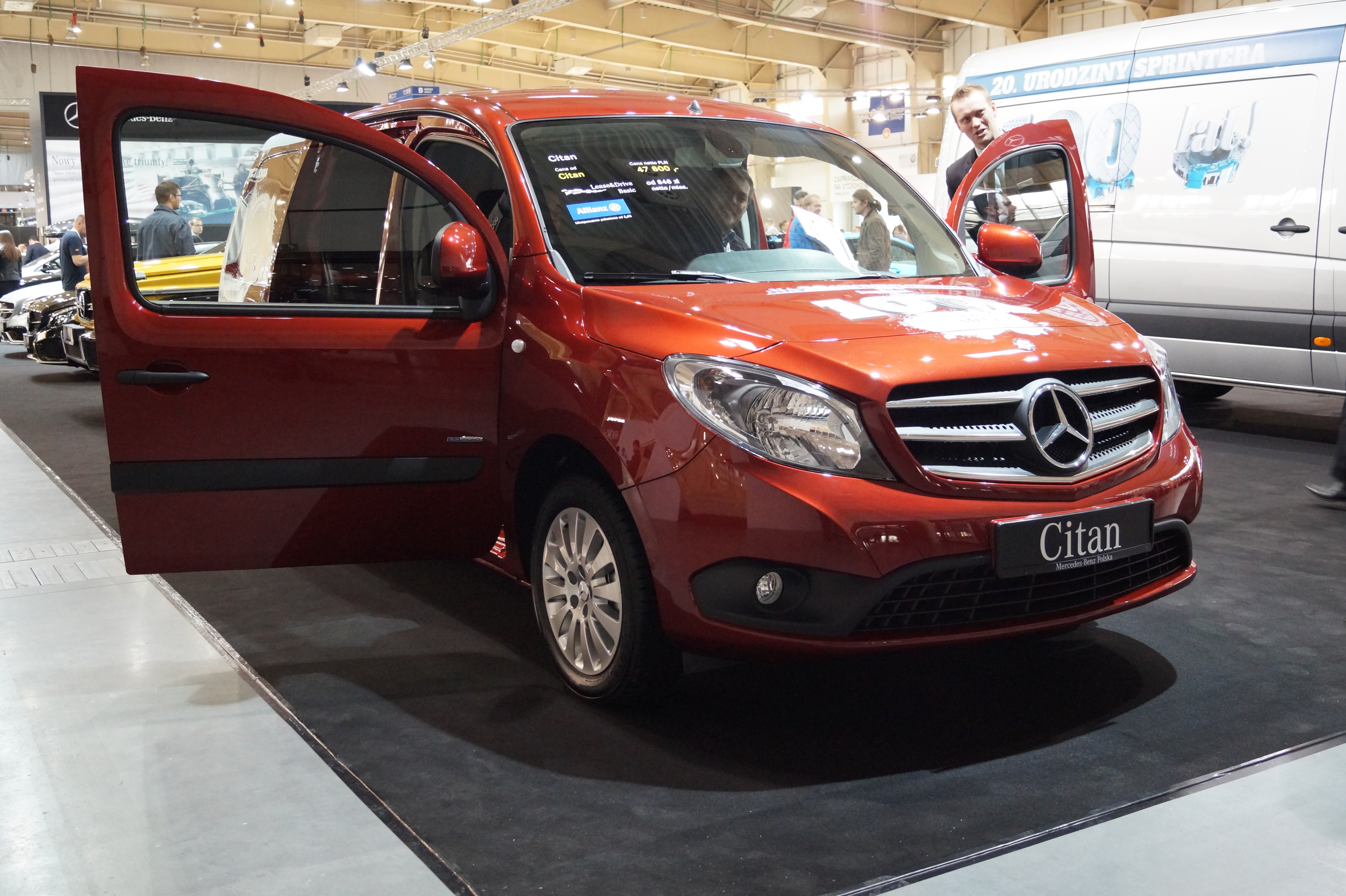

Base
- Modèle de base.

Pro
Select
- Modèle haut de gamme.

### Options et accessoires
Peintures
- Standard : Rouge Amarena ; Blanc Arctique ; Bleu Encre ; Gris Dauphin.
- Métallisée : Rouge Bornite ; Bleu Cornelite ; Gris Tenorite ; Marron Limonite ; Noir Dravite ; Argent Adamantin.

Sièges
- Tissu : Lima noir.

## EQT

### Présentation
L'EQT est la version 100 % électrique du Classe T, présenté en décembre 2022. Son design est très proche de celui du Classe T thermique.

### Caractéristiques techniques
Basée sur le Kangoo électrique, l'EQT dispose d'un moteur électrique synchrone délivrant 90 kW (122 ch). Son couple maximal est de 245 N m, tandis que sa vitesse maximale est limitée à 134 km/h. La batterie lithium-ion de 45 kWh permet une autonomie théorique de 282 km, selon le cycle WLTP.
Le câble CCS fourni de série rend la charge rapide (80 kW en courant continu) possible, avec un passage de 10 % à 80 % de batterie en 38 min, selon Mercedes-Benz. La charge classique (22 kW) permet une recharge complète sur une Wallbox en 2 h 50 min.

### Concept car

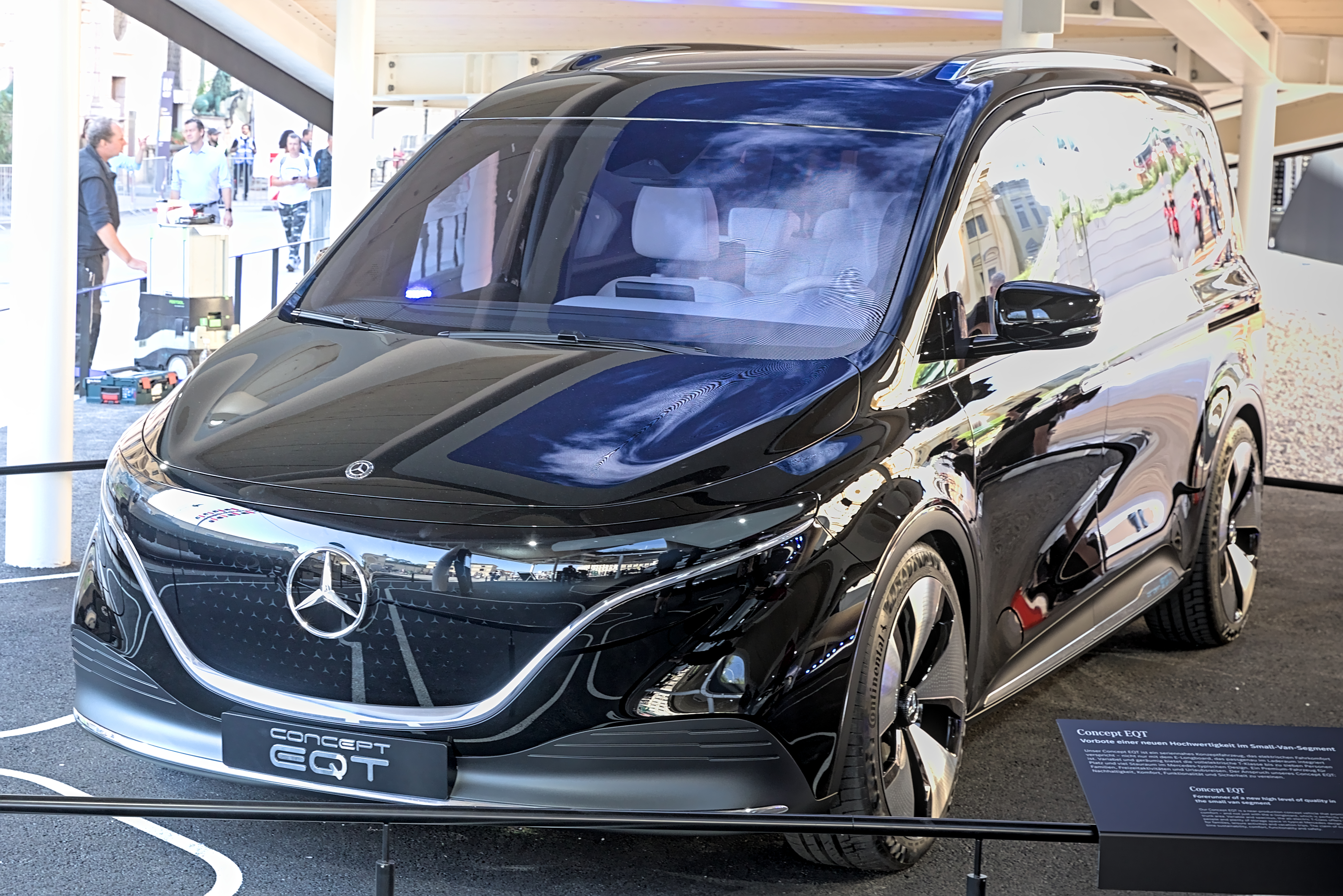
Mercedes-Benz EQT Concept

Les Mercedes-Benz Classe T et EQT sont préfigurés par le concept car Mercedes-Benz EQT Concept présenté le 10 mai 2021.